# Hypargos
Hypargos Reichenbach, 1862 è un genere di uccelli passeriformi della famiglia degli Estrildidi.

## Tassonomia
Al genere vengono ascritte due specie, note generalmente col nome comune di amaranti:
- Hypargos margaritatus Strickland, 1844 - amaranto di Verreaux
- Hypargos niveoguttatus Peters, 1868 - amaranto fiammante

Nell'ambito della famiglia degli estrildidi, gli amaranti del genere Hypargos si rivelano vicini alle specie del genere Euschistospiza (coi quali formano un clade).

In passato, anche l'amaranto dorso verde è stato ascritto a questo genere, col nome di Hypargos nitidulus, tuttavia attualmente si tende a classificarlo in un genere a sé stante, Mandingoa.

## Distribuzione
Ambedue le specie sono diffuse in Africa centrale, dove occupano un'area piuttosto ampia che va dal Corno d'Africa al Mozambico e ad ovest fino all'Angola: nonostante l'areale delle due specie si sovrapponga per zone piuttosto vaste, esse raramente interagiscono, poiché pur essendo entrambi abitatori del fitto sottobosco delle aree boschive, l'amaranto di Verreaux preferisce aree più asciutte e meno densamente alberate rispetto all'amaranto fiammante.

## Descrizione

### Dimensioni
Gli amaranti di questo genere misurano fino a 13 cm di lunghezza.

### Aspetto
Si tratta di uccelli robusti, muniti di lunga coda, ali arrotondate e forte becco conico e appuntito.

La colorazione è grigio-olivastra su nuca, dorso e ali e nera su ventre e fianchi (con ampie macchie bianche su questi ultimi), mentre faccia, petto, groppa e codione sono rossi nell'amaranto fiammante e rosati nell'amaranto di Verreaux. In ambedue le specie è presente un dimorfismo sessuale ben evidente, con le femmine che presentano aree rosse molto ridotte rispetto ai maschi.

## Biologia
Si tratta di uccelli che vivono in coppie o piccoli gruppi di una decina d'individui, che si muovono nel folto della vegetazione alla ricerca di cibo: quest'ultimo consiste perlopiù in semi e granaglie, bacche, frutta e insetti.

Sulla riproduzione si conosce poco, tuttavia si pensa che essa non differisca significativamente da quella di altre specie simili di estrildidi.